# Aratasaurus
Aratasaurus (il cui nome significa "lucertola nata dal fuoco") è un genere estinto di dinosauro teropode celurosauro vissuto nel Cretaceo inferiore, circa 111-108 milioni di anni fa (Albiano) forse già 115 milioni di anni fa, in quella che oggi è la Formazione Romualdo, in Brasile. Il genere contiene una singola specie, ossia A. museonacionali.

## Descrizione

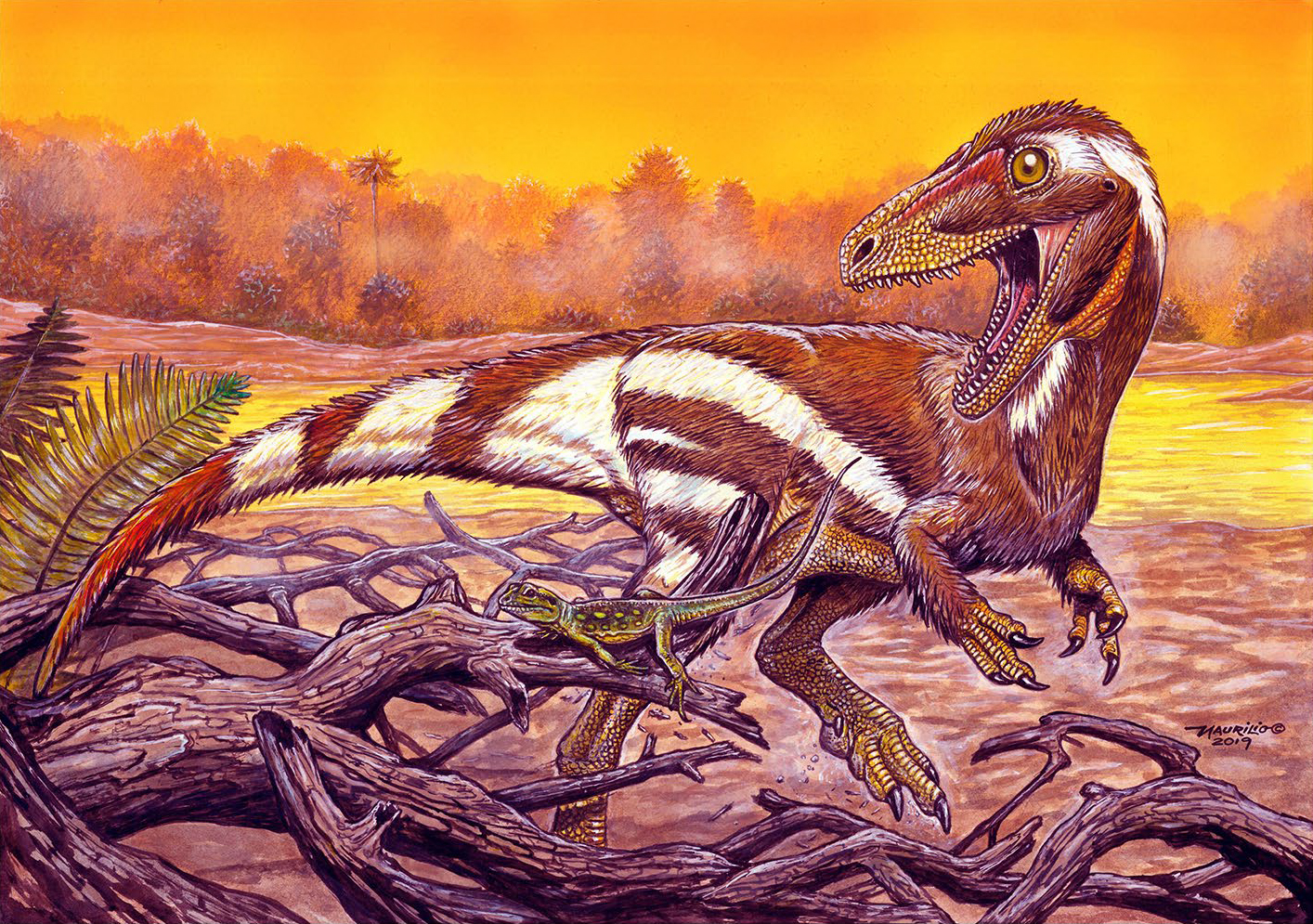
Ricostruzione di A. museunacionali

Si stima che l'unico esemplare noto, un individuo giovane, fosse lungo circa 3 metri (9,8 piedi), per un peso di circa 34 chilogrammi (75 libbre).
Il materiale fossile dell'olotipo è costituito da un arto destro incompleto, comprendente un femore parziale, una tibia e il piede. Le ossa sono simili a Zuolong, un dinosauro simile del Giurassico superiore cinese. Sulla base di studi osteoistologici, l'esemplare di Aratasaurus si è rivelato essere un individuo giovane o comunque un giovane adulto, che, al momento della morte, aveva quattro anni.

## Classificazione
Aratasaurus è stato collocato all'interno di Coelurosauria in una posizione basale, come sister taxon di Zuolong.

## Scoperta e denominazione

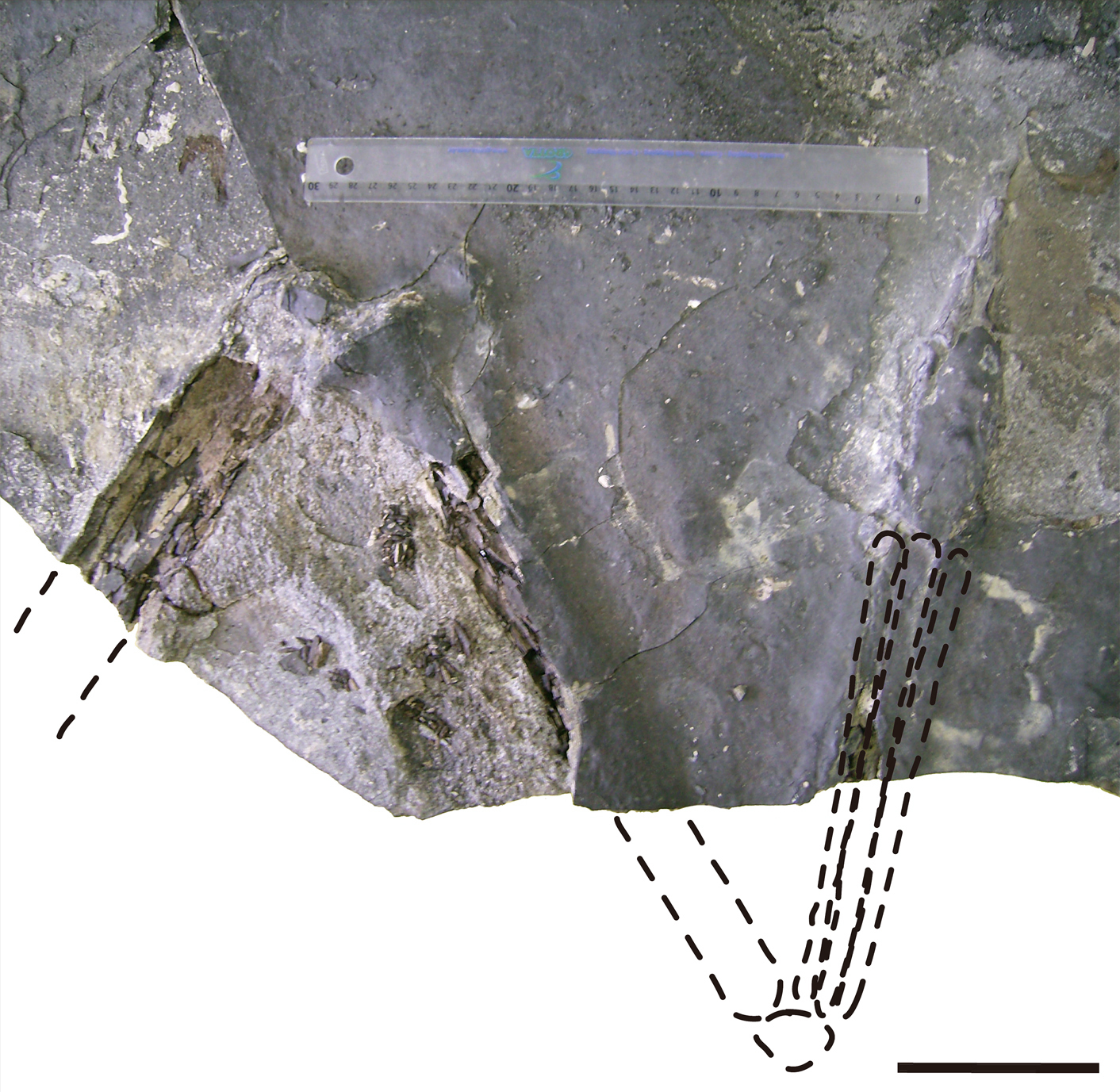
Ossa della gamba olotipiche prima della preparazione

L'olotipo di Aratasaurus, MPSC R 2089, venne scoperto in una miniera di gesso nel 2008 e venne portato al Museo di Paleontologia Plácido Cidade Nuvens per essere preparato e descritto. Tra il 2008 e il 2016, sono state eseguite diverse analisi microscopiche dei tessuti dell'olotipo utilizzando piccoli campioni d'ossa. Sempre nel 2016, l'olotipo è stato portato al Museo nazionale del Brasile, ma il 2 settembre 2018 un incendio distrusse buona parte del museo. Fortunatamente l'area in cui è era conservato l'olotipo rimase intatta. Nel 2020, l'olotipo venne descritto come il nuovo genere Aratasaurus. L'olotipo è composto solo dalla gamba destra con piede, sebbene sia possibile che più resti fossili fossero presenti in situ, ma non vennero raccolti.
Il nome del genere, Aratasaurus, deriva dalle parole tupi "ara" e "atá", che significano "nato" e "fuoco", e la parola greca "sauros", che significa "lucertola"; il nome del genere significa "lucertola nata dal fuoco", il che fa riferimento a come l'esemplare si salvò dal fuoco dell'incendio che devasto il museo in cui era tenuto. Anche il nome specifico, museunacionali, fa riferimento al Museo nazionale del Brasile, devastato dall'incendio del 2018.

## Paleoecologia
Aratasaurus visse in quella che oggi è la Formazione Romualdo, del Cretaceo inferiore, formazione nota soprattutto per la sua abbondanza di esemplari fossili di pterosauri. Altri dinosauri non-aviari che abitavano la regione erano lo spinosauride Irritator e i celurosauri Santanaraptor e Mirischia.